# Phyllanthus griffithii
Phyllanthus griffithii är en emblikaväxtart som beskrevs av Johannes Müller Argoviensis. Phyllanthus griffithii ingår i släktet Phyllanthus och familjen emblikaväxter. Inga underarter finns listade i Catalogue of Life.